# Toxorhynchites albitarsis
Toxorhynchites albitarsis är en tvåvingeart som först beskrevs av Steffen Lambert Brug 1939.  Toxorhynchites albitarsis ingår i släktet Toxorhynchites och familjen stickmyggor. Inga underarter finns listade i Catalogue of Life.